# Željko Ražnatović
Željko Ražnatović (in serbo Жељко Ражнатовић; Brežice, 17 aprile 1952 – Belgrado, 15 gennaio 2000) è stato un militare, agente segreto e criminale serbo anche noto con il soprannome di Arkan che, successivamente alla separazione della federazione, a capo di una formazione paramilitare da lui formata, la Guardia Volontaria Serba, sposò la causa serba e si rese autore di numerosi crimini di guerra durante le guerre jugoslave.
Tra i maggiori ricercati dall'Interpol negli anni ottanta per via dei suoi crimini coperti dall'attività di agente segreto per conto del governo jugoslavo, a seguito dell'attività paramilitare commessa dopo lo scioglimento della Jugoslavia fu incriminato per genocidio e atti di pulizia etnica; non fu mai portato a giudizio perché il 15 gennaio 2000 fu ucciso nella hall di un albergo di Belgrado con modalità da esecuzione.

## Origine del soprannome
Esistono diverse versioni sull'origine del soprannome Arkan: una di esse lo farebbe derivare dal nome presente su un falso passaporto turco usato da Arkan. Secondo Marko Lopušina, autore del libro Commander Arkan, Ražnatović assunse questo nome quando aveva circa vent'anni, riprendendolo da una tigre di uno dei suoi fumetti preferiti. Un'ultima versione nasce invece dal latino arcanus, che in italiano significa "misterioso".

## Biografia
Quarto figlio di Veljko, colonnello dell'Armata popolare jugoslava (originario di Rijeka Crnojevića, vicino Cetinje, Montenegro)  e di Slavka, Željko Ražnatović nasce a Brežice, in Slovenia, ove il padre era di stanza. Cresce con le tre sorelle maggiori tra Brežice, Zagabria ed infine Belgrado. A nove anni fugge di casa per la prima volta; a meno di diciotto viene arrestato per la rapina in un bar di Zagabria e conosce il primo di una lunga serie di penitenziari.

### Primi anni
Negli anni settanta si aggira per l'Europa, svolgendo attività spionistica per conto dell'UDBA, la polizia segreta jugoslava, anche compiendo missioni contro emigrati poco graditi al partito. In cambio i servizi gli offrono protezione, armi e documenti falsi, tutti mezzi che Arkan sfrutta per la sua carriera di insaziabile rapinatore iniziata il 1º febbraio 1974 con una rapina in un ristorante milanese e prosegue con una lunga serie di rapine a mano armata in Svezia, Belgio e Paesi Bassi. Sconta una pena di 4 anni in Belgio, ma riesce a fuggire dal carcere di Bejlmer (Amsterdam) durante un'altra detenzione carceraria di 7 anni.
Durante una rapina a una banca di Stoccolma viene arrestato il suo complice Carlo Fabiani, che secondo alcune teorie (poi smentite) è lo pseudonimo dell'avvocato Giovanni Di Stefano e che, al tempo, era uno dei più stretti collaboratori di Arkan. Parlava molte lingue, tra le quali un ottimo italiano, praticato anche nel carcere milanese di San Vittore, dove era stato rinchiuso perché accusato di una serie di rapine negli anni settanta, e nel quale era stato anche uno dei protagonisti di una rivolta.
Negli anni ottanta, dopo numerose evasioni, condanne per venticinque anni e un bottino non indifferente, fa ritorno a Belgrado dove diventa capo della sicurezza della discoteca “Amadeus” e leader degli ultras della Stella Rossa Belgrado (Sportsko Društvo Crvena zvezda). Nel frattempo uccide il direttore dell'Azienda Elettrica INA. A fine novembre 1990 è arrestato a Dvor/Una dalla polizia croata per traffico d'armi. Viene rilasciato nel marzo del 1991.

### I conflitti in Jugoslavia
Proprio sugli spalti del Marakana di Belgrado si forma l'Arkan nazionalista: unifica le diverse fazioni in cui sono divisi gli ultrà in nome di Slobodan Milošević e riceve in dono dalla dirigenza della squadra una pasticceria, che diviene il "covo" dei suoi uomini. Quando inizia la guerra con la Croazia, i vertici jugoslavi pensano a lui per organizzare le milizie di volontari. Volontari che Ražnatović non fatica a reclutare, attingendo tra i tifosi dello stadio Marakana e tra i reclusi delle carceri belgradesi, imbottite di criminali comuni in cerca di avventura.
A partire da quell'anno, Arkan gestisce il Centro per la Formazione Militare del Ministero per gli Affari Interni serbo. Arkan recluta, tra i seguaci della F.C. Stella Rossa Belgrado, un'unità di volontari forte di circa 3000 uomini con il nome ufficiale di Guardia Volontaria Serba, poi modificato in Tigri, che a partire dall'autunno 1991 ha operato come unità paramilitare lungo la frontiera serbo-croata. Si dice che il nome Tigri sia stato voluto da Arkan quando questi entrò in possesso di un piccolo tigrotto, che sosteneva aver rubato dallo zoo di Zagabria, anche se, più probabilmente, proveniva dallo zoo di Belgrado. L'unità paramilitare di Arkan operava allora nel quadro della 6ª Brigata del Corpo d'armata (JNA).

### Tigri di Arkan
Il 4 aprile 1992 l'unità “Tigre” uccise 17 persone a Bijeljina, lanciando dapprima una bomba nel Caffè Istanbul e poi un'altra nel negozio di un macellaio. Nei giorni seguenti le “Tigri di Arkan" (in serbo Arkanovi Tigrovi) furono responsabili di 400 omicidi. Immediatamente dopo il bagno di sangue, l'allora presidentessa della zona controllata dalla Serbia Biljana Plavšić si recò a Bijeljina per baciare Arkan davanti alle telecamere.
Il 2 maggio 1992 a Brčko le truppe di Arkan uccidono 600 persone negli insediamenti bosniaco-musulmani di Kolobara, Mujkici e Merajele. Gli uomini di Arkan mettono in piedi il campo di concentramento “Luka-Brčko” per bosniaci musulmani e croati. Il direttore del campo di concentramento è un uomo di Arkan. Davanti alla moschea di Glogovac, in Kosovo, vengono uccisi 40 uomini.
Il 24 maggio 1992 le "Tigri" di Arkan massacrarono a Prijedor e nei vicini paesi Hambarine, Kozarac, Tokovi, Rakovčani, Ćela e Rizvanovići più di 20.000 persone. Il 20 giugno 1992 eseguirono una pulizia etnica a Sanski Most, massacrando nel vicino paese di Krasulja 700 persone (la fossa comune fu aperta nel 1997) e altre 180 persone, in primo luogo donne e bambini (anche questa fossa comune è stata scoperta nel 1997).
Tra il febbraio e il marzo del 1993 Arkan e le sue truppe parteciparono al massacro di Cerska, in cui morirono 700 persone.
A Višegrad le truppe di Arkan parteciparono ai crimini contro i musulmani. Nella città che fornì al premio Nobel Ivo Andrić lo sfondo per il suo romanzo Il ponte sulla Drina, centinaia di musulmani furono uccisi, buttati dal ponte sulla Drina o, come accadde a una settantina di uomini, bruciati vivi. L'11 luglio 1995 e nei giorni seguenti Arkan e le sue truppe aiutarono Ratko Mladić ad eseguire il genocidio di Srebrenica. Nel 1996 Arkan partecipò con il Partito dell'Unità Serba, da lui fondato, alle elezioni in Bosnia, ottenendo un finanziamento di 225.000 dollari dall'OSCE.

### Fortuna e potere
La fortuna di Arkan viene principalmente dalla guerra: gli innumerevoli saccheggi, il contrabbando di armi, benzina, sigarette e il traffico delle macchine rubate. In particolar modo, Arkan si è arricchito grazie al saccheggio sistematico delle case di amici e parenti di lavoratori emigrati ed ex-emigrati, dove trovava i risparmi inviati alla famiglia, la quale, non fidandosi del sistema bancario dell'ex Jugoslavia comunista e per paura dell'inflazione galoppante, nascondeva la valuta in casa.
Arkan aveva uno stile di vita lussuoso che amava ostentare nella sua vita belgradese; si occupò anche di calcio e nel 1998 la squadra di cui era presidente, il FK Obilić di Belgrado, vinse il campionato nazionale e quindi partecipò alla Champions League. Dopo vari attacchi subiti da Arkan sulla stampa italiana, passò la presidenza della squadra a sua moglie, la cantante folk Ceca, mantenendone però la proprietà. Secondo il giornalista Alberto Nerazzini (Diario, edizione del 20-26 maggio 1998), il manager delle partite del FK Obilic è Carlo Fabiani, ora Di Stefano, ex complice di Arkan nelle rapine in Svezia. Di Stefano gestisce anche l'ufficio italiano di Željko Ražnatović.

### La morte
Le "Tigri" rimasero in attività fino all'ultimo giorno di guerra in Bosnia, distinguendosi per le efferatezze gratuite e coordinando le ondate di pulizia etnica a Banja Luka, Sanski Most e Prijedor.
Arkan venne assassinato alle 17:05 del 15 gennaio 2000: si trovava all'Intercontinental Hotel di Belgrado (dove il 19 febbraio 1995 si era svolto il ricevimento per il suo matrimonio con Ceca), dove era seduto e chiacchierava con due suoi amici.
Dobrosav Gavrić, un poliziotto ventitreenne in congedo, si avvicinò a lui con fare calmo e da dietro lo colpì, facendo esplodere numerosi proiettili dalla sua CZ-99. Caduto in coma, Arkan fu trasportato in ospedale dall'amico Zvonko Mateović, ma perì durante il tragitto. La furia del sicario fu talmente energica che anche due collaboratori di Arkan, Milenko Mandić e Dragan Garić, rimasero uccisi nella sparatoria. Si salvò invece Zvonko Mateović, guardia del corpo di Arkan.
Durante il suo funerale, a cui assistettero circa 20 000 persone, i membri della sua milizia gli tributarono onori militari. La cerimonia fu eseguita secondo il rituale della sua Chiesa ortodossa serba e la salma sepolta nel cimitero Novo Groblje (Cimitero Nuovo) a Belgrado.
Quando si diffuse la notizia della sua morte, alcuni dei suoi uomini diedero vita a spedizioni punitive contro presunti complici del suo assassinio.